# Comuna Koțiubînți, Huseatîn
Koțiubînți (în ucraineană Коцюбинці) este o comună în raionul Huseatîn, regiunea Ternopil, Ucraina, formată din satele Ceahari și Koțiubînți (reședința).

## Demografie
Componența lingvistică a comunei Koțiubînți
     Ucraineană (99,76%)
     Alte limbi (0,14%)
Conform recensământului din 2001, majoritatea populației comunei Koțiubînți era vorbitoare de ucraineană (99,76%), existând în minoritate și vorbitori de alte limbi.